# جرم‌یابی داده‌ها

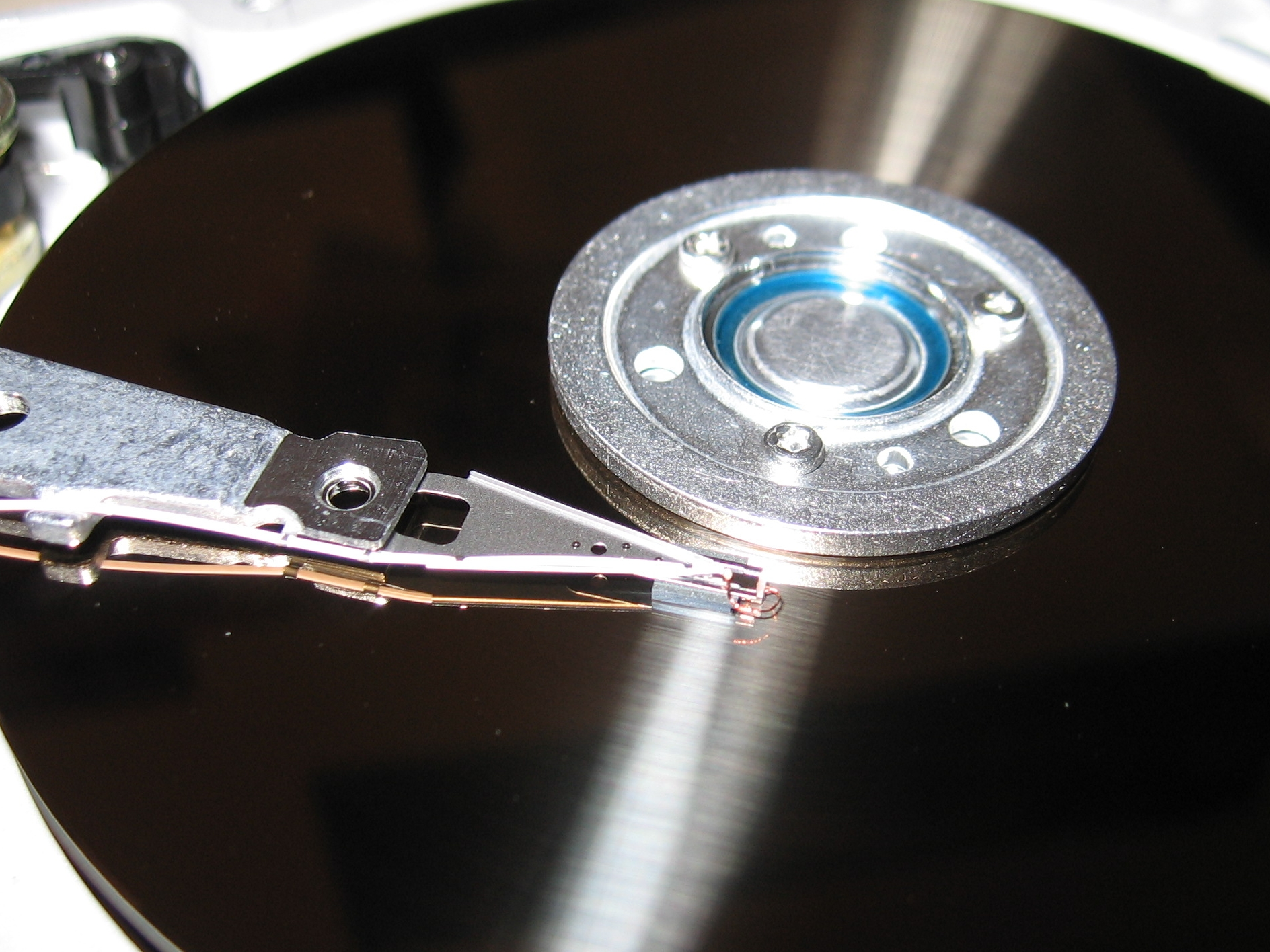
یک هارد کامپیوتر

تحلیل داده‌های قانونی (انگلیسی: Forensic data analysis) شاخه‌ای از جرم‌یابی قانونی دیجیتال است. داده‌های ساختاریافته را با توجه به جرایم مالی بررسی می‌کند. هدف کشف و تحلیل الگوهای فعالیت‌های متقلبانه است. داده‌های سیستم‌های کاربردی یا پایگاه‌های داده زیربنایی به‌عنوان داده‌های ساختاریافته نامیده می‌شوند.
در مقابل، داده‌های بدون ساختار از برنامه‌های ارتباطی و اداری یا از دستگاه‌های تلفن همراه گرفته می‌شوند. این داده‌ها ساختاری فراگیر ندارند و تجزیه و تحلیل آن به‌معنای استفاده از کلمات کلیدی یا نقشه‌برداری از الگوهای ارتباطی است. تجزیه و تحلیل داده‌های بدون ساختار معمولاً به‌عنوان رشته رایانه در علوم قانونی شناخته می‌شود.

## کاربردها
کشف تقلب مالی: شناسایی تراکنش‌های مشکوک، حساب‌های جعلی، پول‌شویی و فساد مالی
تحلیل حسابرسی: بررسی دقیق حساب‌ها و گزارش‌های مالی برای یافتن تناقض‌ها
نظارت بر فعالیت‌های سایبری: شناسایی الگوهای حملات سایبری و نشت داده‌ها
کنترل داخلی سازمان‌ها: بررسی داده‌های کارکنان برای کشف فعالیت‌های غیرقانونی
جرم‌یابی در حوزه تجارت و قراردادها: تحلیل تراکنش‌های تجاری برای کشف فساد و سوءاستفاده‌ها

## مراحل انجام جرم‌یابی داده‌ها
مراحل اصلی در فرآیند جرم‌یابی داده‌ها عبارت‌اند از:
1. جمع‌آوری داده‌ها: شامل شناسایی و استخراج داده‌های مرتبط از سیستم‌های مختلف سازمانی.
2. حفظ و نگهداری: اطمینان از صحت و تمامیت داده‌های جمع‌آوری‌شده برای جلوگیری از تغییر یا حذف آن‌ها.
3. تجزیه و تحلیل: بررسی دقیق داده‌ها برای شناسایی الگوهای مشکوک، ناهنجاری‌ها و شواهد احتمالی تقلب.
4. گزارش‌دهی: تهیه گزارش‌های جامع از یافته‌ها برای ارائه به مراجع قانونی یا مدیریتی.

## ابزارها و تکنیک‌ها
جرم‌یابی داده‌ها از مجموعه‌ای از ابزارها و تکنیک‌های تخصصی بهره می‌برد که شامل موارد زیر است:
- نرم‌افزارهای تحلیل داده: ابزارهایی مانند EnCase و FTK که برای استخراج و تحلیل داده‌های دیجیتال استفاده می‌شوند.Wikipedia+1Cyberno+1
- تکنیک‌های داده‌کاوی: استفاده از الگوریتم‌های پیشرفته برای شناسایی الگوها و ناهنجاری‌ها در مجموعه داده‌های بزرگ.
- تحلیل پایگاه داده: بررسی جداول، روابط و تراکنش‌های پایگاه داده برای کشف فعالیت‌های مشکوک.
- مدل‌سازی آماری: به‌کارگیری روش‌های آماری برای تعیین ناهنجاری‌ها و پیش‌بینی رفتارهای متقلبانه.

## چالش‌ها
حجم عظیم داده‌ها: پردازش و تحلیل میلیون‌ها رکورد نیازمند منابع قوی محاسباتی است.
تنوع منابع داده‌ای: داده‌ها از پایگاه‌های مختلف با فرمت‌های گوناگون جمع‌آوری می‌شوند.
رمزنگاری و حفاظت از داده‌ها: برخی اطلاعات رمزگذاری‌شده بوده و دسترسی به آن‌ها دشوار است.
مسائل قانونی و حریم خصوصی: جرم‌یابی داده‌ها باید مطابق با مقررات حفاظت از داده‌ها (مانند GDPR) انجام شود.

## نمونه‌های واقعی جرم‌یابی داده‌ها
رسوایی تقلب مالی Enron (2001): استفاده از جرم‌یابی داده‌ها برای کشف فساد گسترده در این شرکت
پرونده پول‌شویی بانک HSBC: شناسایی تراکنش‌های مشکوک و ارتباط‌های بین‌المللی پول‌شویی
تحقیقات سازمان FBI: استفاده از تحلیل داده‌ها برای کشف شبکه‌های مجرمانه و فعالیت‌های غیرقانونی